# آسیاب فاریاب بهده
آسیاب آبی فاریاب بهده مربوط به دوره قاجاریه است و در روستای بهده، بخش مرکزی، شهرستان پارسیان، استان هرمزگان واقع شده‌است. این اثر در تاریخ یکم آذرماه ۱۳۸۸ با شمارهٔ ثبت ۲۸۱۶۰ به‌عنوان یکی از آثار ملی ایران به ثبت رسیده‌است.